# Ludmila Tesařová
Ludmila Tesařová (24. prosince 1857 Praha - 22. dubna 1936 tamtéž) byla česká učitelka a ředitelka mateřské školy, spisovatelka knih pro děti a propagátorka loutkového divadla.

## Život a působení
Narodila se v rodině učitele a spisovatele, v letech 1874-1875 absolvovala kurz pro pěstounky mateřských škol a následující rok nastoupila do mateřské školy v Karlíně, kde se roku 1883 stala ředitelkou. Od roku 1885 zavedla do své školky loutkové divadlo a napsala pro ně mnoho her. Roku 1886 uspořádala první výstavu knih, pomůcek a hraček pro mateřské školy a v letech 1903-1908 řídila přílohu učitelského časopisu pro mateřské školy a přispívala do mnoha jiných časopisů. Roku 1913 odešla do důchodu.
Za celý život napsala přes 30 dětských knížek a pohádek, psala texty pro leporela, dětské verše i odborné pedagogické články.

## Dílo
- Česká školka
- Jiříkovo vidění
- Kašpárek jde do světa
- Krále Žampiona tajemná říše
- Maminčiny pohádky
- Princezna Pampeliška
- Tři panenky každá jiná - Týna, Mína, Karolína
- Vánoční písně a koledy
- Vodníkova Hanička

a mnoho dalších